# Dactylorhiza pardalina
Dactylorhiza pardalina là một loài thực vật có hoa trong họ Lan. Loài này được (Pugsley) Aver. mô tả khoa học đầu tiên năm 1986.